# 皱果荠
皱果荠（学名：Rapistrum rugosum）为十字花科野甘蓝属下的一个种。它原产于欧亚大陆和非洲部分地区，同时也作为引进物种也存在于世界各地。